# Вальс ми минор (Шопен)
Вальс ми минор ― пьеса Фридерика Шопена для фортепиано соло. Вальс был написан в 1830 году и впервые опубликован в мае 1851 года, через два года после смерти композитора.
Композиция является первым посмертно опубликованным вальсом Шопена, которому не был присвоен номер опуса. В каталоге Брауна вальс значится под номером B. 56, в каталоге Кобылянской ― под номером KK IVa/15 и в каталоге Хоминьского ― под номером P1/15. Вальс был написан незадолго до того, как Шопен покинул Польшу в возрасте 20 лет.
Примерная продолжительность вальса составляет 3 минуты. Произведение имеет форму рондо. Главная тональность, как понятно из названия, ― ми минор, но мелодия также модулирует в ми мажор и в соль-диез минор.
В 1956 году композитор Джером Роббинс написал балет «Концерт», в котором, среди прочих произведений Шопена, звучит вальс ми минор.